# Regurgitalito
Regurgitalitos son los restos fosilizados del contenido del estómago que fue regurgitado en su día por un animal. Son huellas fósiles que pueden subdividirse en icnotaxones. Los regurgitalitos pueden proporcionar información útil sobre la dieta de los animales, pero, por otro lado, son difíciles de asignar a una especie en particular.